# Sunshine of Your Love
"Sunshine of Your Love" is een nummer van de Britse band Cream. Het nummer verscheen op hun album Disraeli Gears uit 1967. In december van dat jaar werd het nummer uitgebracht als de tweede en laatste single van het album.

## Achtergrond
"Sunshine of Your Love" is geschreven door Cream-leden Jack Bruce en Eric Clapton, terwijl Pete Brown de tekst schreef. Cream was, na de uitgave van hun debuutalbum Fresh Cream in 1966, geïnspireerd door recente gebeurtenissen binnen de rockmuziek en gingen de psychedelische kant op. Het nummer begon als basloopje door Bruce. Cream bezocht op 29 januari 1967 een concert van The Jimi Hendrix Experience in Londen, waar Clapton in een interview met het tijdschrift Rolling Stone over vertelde: "Hij [Hendrix] speelde een waanzinnig concert. Ik denk niet dat Jack [Bruce] hem al veel had meegemaakt, en toen hij het die avond zag kwam hij thuis met de riff. Het was een strikt eerbetoon aan Jimi. Toen schreven we er een nummer overheen." Brown had moeite met het schrijven van een tekst die bij de riff paste. Bruce speelde de riff op zijn basgitaar terwijl Brown uit het raam keek en de regel "It's getting near dawn and lights close their tired eyes" (Het is bijna dageraad en lichten sluiten hun vermoeide ogen), dat werd gebruikt in het eerste couplet. Om het ritme te breken, schreef Clapton hier een refrein bij dat de titel opleverde.
Een vroege opname van "Sunshine of Your Love" toont aan dat het nummer oorspronkelijk een beat had die veel voorkwam binnen de rockmuziek uit die tijd. Drummer Ginger Baker vergeleek het met uptempo nummer "Hey Now, Princess", eveneens geschreven door Bruce en Brown. Hij adviseerde Bruce om het nummer langzamer te spelen en bedacht een drumpatroon. Bruce en geluidstechnicus Tom Dowd trekken dit in twijfel en zeggen dat deze beslissing veel later werd gemaakt. Dowd vertelde hierover: "Alle andere nummers die zij [Cream] speelden waren voorbereid, [maar] bij dit nummer voelden zij zich nooit comfortabel... Ik zei, 'Weet je, hebben jullie ooit Amerikaanse westernfilms gezien die een Indiaanse beat hebben, waar de downbeat de beat is?' En toen hij [Baker] het zo speelde, kwam alles samen en waren zij meteen opgetogen."
"Sunshine of Your Love" werd door platenmaatschappij Atco Records oorspronkelijk niet gezien als single; in plaats hiervan werd "Strange Brew" uitgebracht. Nadat andere artiesten die waren aangesloten bij dit label aanbevolen om het toch uit te brengen, verscheen er in december 1967 een ingekorte versie van het nummer op single in de Verenigde Staten. Het nummer bereikte oorspronkelijk de 36e plaats in de Billboard Hot 100, maar bij een heruitgave in juli 1968 werd de vijfde plaats bereikt in deze lijst. Hierop werd de single in september 1968 ook in het Verenigd Koninkrijk uitgebracht, maar dit gebeurde nadat de band bekend maakte dat zij uit elkaar zouden gaan. Desondanks bereikte het nummer de 25e plaats in de hitlijsten. In Nederland kwam het nummer tot plaats 27 in de Top 40 en haalde het in de week van 9 maart 1968 eenmalig een notering in de Parool Top 20 op de zeventiende plaats. Het tijdschrift Rolling Stone zette het nummer in 2004 op plaats 65 in hun lijst The 500 Greatest Songs of All Time.
"Sunshine of Your Love" is gecoverd door verschillende artiesten. Jimi Hendrix speelde het vaak tijdens zijn concerten als eerbetoon nadat Cream uit elkaar was gegaan, soms instrumentaal en soms als onderdeel van een medley, alhoewel hij niet wist dat het door hem was geïnspireerd. Clapton en Bruce speelden het nummer ook vaak live na het uit elkaar gaan van de band. Ook tijdens een aantal reünieconcerten van de band in 2005 werd het nummer live gespeeld.

## Hitnoteringen

### Nederlandse Top 40
| Hitnotering: 02-03-1968 t/m 06-04-1968 | Hitnotering: 02-03-1968 t/m 06-04-1968 | Hitnotering: 02-03-1968 t/m 06-04-1968 | Hitnotering: 02-03-1968 t/m 06-04-1968 | Hitnotering: 02-03-1968 t/m 06-04-1968 | Hitnotering: 02-03-1968 t/m 06-04-1968 | Hitnotering: 02-03-1968 t/m 06-04-1968 | Hitnotering: 02-03-1968 t/m 06-04-1968 |
| Week                                   | 1                                      | 2                                      | 3                                      | 4                                      | 5                                      | 6                                      |                                        |
| -------------------------------------- | -------------------------------------- | -------------------------------------- | -------------------------------------- | -------------------------------------- | -------------------------------------- | -------------------------------------- | -------------------------------------- |
| Positie                                | 33                                     | 27                                     | 27                                     | 30                                     | 31                                     | 32                                     | uit                                    |

### NPO Radio 2 Top 2000
| Nummer met noteringen in de NPO Radio 2 Top 2000 | '99 | '00 | '01  | '02  | '03 | '04 | '05 | '06  | '07  | '08 | '09  | '10  | '11  | '12  | '13  | '14 | '15  | '16  | '17  | '18  | '19  | '20  | '21  |
| ------------------------------------------------ | --- | --- | ---- | ---- | --- | --- | --- | ---- | ---- | --- | ---- | ---- | ---- | ---- | ---- | --- | ---- | ---- | ---- | ---- | ---- | ---- | ---- |
| Sunshine of Your Love                            | 912 | 840 | 1246 | 1369 | 957 | 826 | 953 | 1017 | 1085 | 988 | 1151 | 1256 | 1104 | 1167 | 1132 | 984 | 1423 | 1580 | 1632 | 1400 | 1612 | 1822 | 1996 |

1. ↑  Een vetgedrukt getal geeft de hoogste notering aan.
2. ↑  Deze tabel is bijgewerkt tot en met de laatste editie (2024).